# Francis Keiichi Satō
Francis Keiichi Satō (jap. フランシスコ佐藤敬一 Furanshisuko Satō Keiichi; ur. 11 kwietnia 1928 w Asahikawie, zm. 2 stycznia 2005) – japoński duchowny katolicki, biskup diecezji Niigata.

## Życiorys
Wstąpił do zakonu franciszkanów (OFM), 17 września 1959 złożył śluby zakonne, a 7 października 1962 przyjął święcenia kapłańskie. 9 marca 1985 został mianowany biskupem ordynariuszem Niigata (wchodzącej w skład metropolii tokijskiej), sakrę biskupią przyjął 9 czerwca 1985 z rąk Petera Shirayanagiego (arcybiskupa Tokio i późniejszego kardynała). Kierował diecezją przez prawie 20 lat, po osiągnięciu wieku emerytalnego złożył rezygnację z urzędu ordynariusza (14 maja 2004).